# ایو کیزاکی
ایو کیزاکی (انگلیسی: Aoi Kizaki؛ زادهٔ ۱۳ مارس ۱۹۹۸) بازیکن فوتبال اهل ژاپن است.